# Steven Dean Moore

## Filmografía

### Departamento de arte
- Los Simpson (guion) (34 episodios, 1990-1994) (supervisor del guion) (23 episodios, 1991-1992) (artista del guion) (2 episodios, 1990-1991)
  - Itchy & Scratchy Land (1994)
  - Sweet Seymour Skinner's Baadasssss Song (1994)
  - Burns' Heir (1994)
  - Bart's Inner Child (1993)
  - Boy-Scoutz 'N The Hood (1993)
  - (46 más)
- Captain N & the Adventures of Super Mario Bros. 3 (1990) (artista del guion) (episodios desconocidos)

### Dirección en Los Simpson

#### Temporada 6
- "'Round Springfield"

#### Temporada 7
- "Marge Be Not Proud"
- "Homer the Smithers"

#### Temporada 8
- "The Springfield Files"
- "A Milhouse Divided"
- "The Itchy & Scratchy & Poochie Show"
- "In Marge We Trust"

#### Temporada 9
- "The Principal and the Pauper"
- "The Two Mrs. Nahasapeemapetilons"
- "The Joy of Sect"
- "King of the Hill"

#### Temporada 10
- "Bart the Mother"
- "Treehouse of Horror IX"
- "Sunday, Cruddy Sunday"
- "Mom and Pop Art"

#### Temporada 11
- "Beyond Blunderdome"
- "Eight Misbehavin'"
- "Missionary: Impossible"
- "It's A Mad, Mad, Mad, Mad Marge"

#### Temporada 12
- "Lisa the Tree Hugger"
- "New Kids on the Blecch"

#### Temporada 13
- "The Blunder Years"
- "She of Little Faith"
- "Blame It on Lisa"

#### Temporada 14
- "Bart vs. Lisa vs. The Third Grade"
- "The Great Louse Detective"
- "'Scuse Me While I Miss the Sky"

#### Temporada 15
- "Treehouse of Horror XIV"
- "'Tis The Fifteenth Season"
- "Smart and Smarter"
- "Bart-Mangled Banner"

#### Temporada 16
- "Homer and Ned's Hail Mary Pass"
- "The Heartbroke Kid"

#### Temporada 17
- "Milhouse of Sand and Fog"
- "Million Dollar Abie"

#### Temporada 18
- "Jazzy and the Pussycats"

#### Temporada 19
- "All About Lisa"

#### Temporada 20
- "Mypods and Boomsticks"
- "Take My Life, Please"
- "Coming to Homerica"

#### Temporada 21
- "O Brother, Where Bart Thou?"
- "Stealing First Base"
- "Judge Me Tender"

#### Temporada 22
- "The Fool Monty
- "A Midsummer's Nice Dream"

#### Temporada 23
- "Bart Stops to Smell the Roosevelts"
- "The Man in the Blue Flannel Pants"
- "Exit Through the Kwik-E-Mart"

#### Temporada 24
- "Treehouse of Horror XXIII"
- "To Cur with Love"
- "What Animated Women Want"
- "Dangers on a Train"

#### Temporada 25
- "White Christmas Blues"
- "The War of Art"

#### Temporada 26
- "Clown in the Dumps"
- "Covercraft"
- "Waiting for Duffman

### Temporada 27
- "Treehouse of Horror XXVI"
- "Paths of Glory"
- "Lisa the Veterinarian"

### Departamento de animación
- BraveStarr: The Legend (1988)
- Pound Puppies and the Legend of Big Paw (1988)
- Bravestarr (6 episodios, 1987-1988)
- Denver, the Last Dinosaur (1 episodio, 1988)
  - Moviestarus (1988)

### Asistente de dirección
- Los Simpson: la película (2007)
- Los Simpson (2 episodios, 1994)
  - Sideshow Bob Roberts (1994)
  - Burns' Heir (1994)

### Escritor
- Sue Thomas: F.B.Eye (2 episodios, 2003-2004)
  - Concrete Evidence (2004)
  - The Sniper (2003)